# Dendrocerus aequatorialis
Dendrocerus aequatorialis är en stekelart som beskrevs av Paul Dessart 1999. Dendrocerus aequatorialis ingår i släktet Dendrocerus och familjen trefåresteklar. Inga underarter finns listade i Catalogue of Life.